# Aaron Koblin
Aaron Koblin (Santa Monica, 1982) és un artista estatunidenc especialitzat en la visualització de dades. És conegut per l'ús de dades reals per crear vídeos i imatges digitals.

## Biografia
Va néixer el 14 de gener de 1982 a Santa Monica, Califòrnia, que era i de fet encara és bressol dels estudis tecnològics i humanístics. Va decidir estudiar ciència computacional on va decidir crear software informàtic, però la seva poca traça amb les matemàtiques avançades i un interès creixent per allò experimental li van fer replantejar-se els seus estudis i orientar-los a les belles arts. Es va apuntar a Belles Arts a la Universitat de Calìfornia a Los Angeles i, donada la seva passió per l'anàlisi de patrons de dades generades per la població mundial i del dades massives, va començar a experimentar amb projectes de proveïment participatiu en diversos mitjans digitals. Tot seguit va realitzar el màster de Belles Arts en Disseny/Media Arts. A la seva tesi realitzada a la UCLA en 2006 Koblin es va interessar per l'”art a través de la confluència inversemblant entre sèries de dades massives i la intimitat de les persones”. Des del 2008 fins al 2015 ha col·laborat amb Google on ha creat i dirigir el Data Arts Team que difon les tecnologies web amb la finalitat de "fer-les més inspiradores per a la gent creativa". El 2014 va fundar juntament amb altres creadors, com ara Chris Milk i Patrick Milling Smith, la companyia VRSE.works, orientada a la creació d'experiències audiovisuals en realitat virtual.

## Obra
Aaron Koblin abasteix tots els aspectes que cal tenir una persona per ser considerada media artist. Ha fet des de visualitzacions de missatgeria mòbil fins a patrons de tràfic d'avions, videoclips musicals o instal·lacions interactives; podem dir que no està limitat a un mitjà concret, sinó que intenta explorar la interacció entre tots ells. Koblin s'esforça en «recopilar tantes preguntes com respostes» i està «habituat a veure les coses en la seva totalitat» per això molts dels seus projecte consisteixen en la contribució de milers de persones per a la creació d'una obra completa. Així en 2006 amb el projecte The Sheep Market va sol·licitar a milers de persones que fessin un dibuix d'una ovella mirant a l'esquerra a canvi de $0.02. El resultat va ser una graella amb deu mil ovelles diferents dibuixades pels «treballadors». Segons Koblin sis-cents seixanta-dos dels dibuixos no eren ovelles; l'error humà fa augmentar l'atractiu de les dades. Un dels dibuixants va respondre al projecte deixant un missatge «Per què? Per què fas això?».

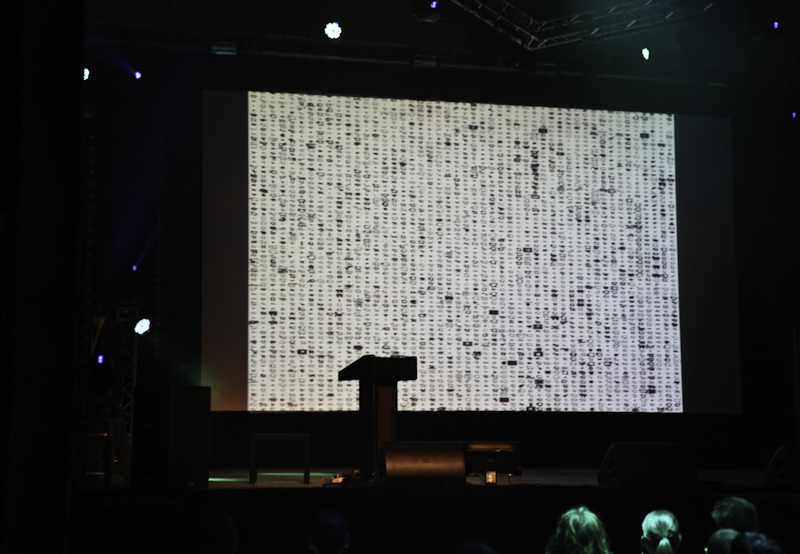
The Sheep Market al STRP

Com a vídeo creador ha col·laborat en la creació de videoclips interactius per a Arcade Fire, Radiohead, o Danger Mouse. En aquesta vessant també continua en la línia de confluir l'experiència individual amb la col·lectiva. Amb el videoclip interactiu creat per a la cançó House of Cards de Radiohead, i en el qual col·labora amb James Frost, van utilitzar la tecnologia LIDAR per captar les cares de Thom Yorke i d'altres persones que simulaven una festa sense utilitzar llums o càmeres, sinó captant les dades de l'espai. Amb la informació recopilada es va habilitar una plataforma en la qual qualsevol persona pot realitzar la seva pròpia interpretació del videoclip. El projecte va ser nominat a un Grammy al millor videoclip.
A This Exquisite Forest es pot observar com conflueixen el seu interès pel videoart amb el media art i el proveïment participatiu En aquesta col·laboració amb Chris Milk, el Tate Modern Museum i Google es van inspirar en la tècnica renaixentista anomenada cadàver exquisit i van crear una plataforma de creació col·laborativa on els usuaris poden crear, continuar o modificar multituds d'obres on petites peces d'animació es ramifiquen en múltiples creacions diferents, formant així un bosc de curtmetratges.
Koblin també ha participat en projectes com Unnumbered Sparks, en col·laboració amb l'escultora Janet Echelman, per al 30è aniversari de TED. Aquesta escultura interactiva de 230 metres d'amplada estava ubicada davant del Vancouver Convention Centre, on es va celebrar el TED al març de 2014. L'escultura estava controlada en temps real pels espectadors, que podien realitzar formes sobre la seva superfície mitjançant els seus aparells electrònics, donant vida a una obra visual gegant de proveïment participatiu. Koblin la descriu com una pàgina web gegant.

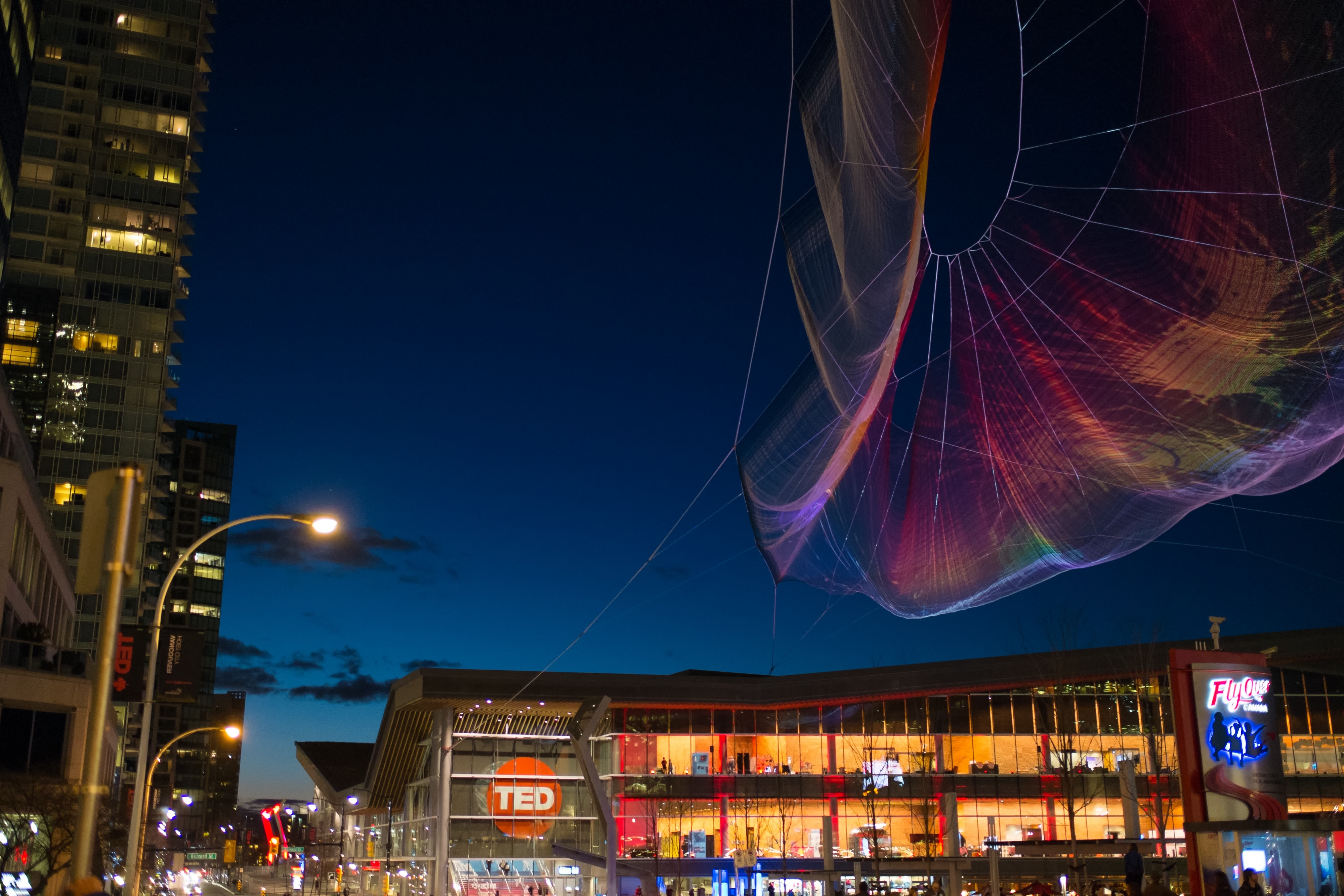
Unnumbered Sparks

### Visualització de dades
- Flight Patterns[13]
- New York Talk Exchange[14]

### Crowdsourcing
- The Sheep Market[15]
- Ten Thousand Cents[16]
- Bicycle Built for Two Thousand[17]
- The Johnny Cash Project, videoclip musical per a Johnny Cash[18]
- This Exquisite Forest, va ser mostrada en 2012 i 2013 a Tate Modern[19]

### Obres interactives / Videoclips musicals
- House of Cards, videoclip musical per a Radiohead amb James Frost[20]
- The Wilderness Downtown, videoclip musical per a We Used to Wait de Arcade Fire[21]
- Three Dreams of Black, per a "Black" del album Rome de Danger Mouse i Daniele Luppi's[22]
- The Johnny Cash Project[18]

### Escultures / Instal·lacions
- Unnumbered Sparks[23]
- eCloud'[24]

## Premis i reconeixements
Els seus treballs formen part de la col·lecció permanent del Victoria and Albert Museum (V&A), el Museu d'Art Modern de Nova York (MoMA) i el Centre Georges Pompidou. Ha realitzat presentacions en el TED i en el Fòrum econòmic mundial. El seu treball ha estat mostrat en esdeveniment internacionals entre els quals figura l'Ars Electronica, SIGGRAPH i el Japan Media Arts Festival. A 2006 el seu projecte Flight Patterns va rebre el primer premi en visualització científica per la National Science Foundation. A 2009 va ser nomenat entre els 50 creadors de l'any per la revista Creativity, a 2010 va ser nomenat per la revista Esquire un dels més creatius en els negocis i a 2011 va ser nomenat un dels 30 de menys de 30 per la revista Forbes.
L'any 2014 va ser premiat amb el Premi Nacional de Disseny atorgat pel Museu Nacional de Disseny Cooper-Hewitt i considerat el premi més important de disseny per a creadors als EUA.